# Été rouge
L’été rouge, en anglais : Red Summer, désigne aux États-Unis, une longue période allant de la fin de l'hiver au début de l'automne 1919, marquée par des centaines de morts et un plus grand nombre de blessés, à la suite d'attaques terroristes de suprémacistes blancs, envers la population afro-américaine, dans plus d'une trentaine de villes et un comté rural. Dans la plupart des cas, les Blancs attaquaient les Afro-Américains. Dans certains cas, de nombreux Noirs ont riposté, notamment à Chicago et à Washington DC. Le plus grand nombre de morts est survenu dans la zone rurale autour d'Elaine en Arkansas, où environ 100 à 240 Noirs et cinq Blancs ont été tués. Les évènements de Chicago et ceux de Washington, D.C. ont fait respectivement 38 et 15 morts, et de nombreux autres blessés, avec des dégâts matériels considérables à Chicago.
Les émeutes raciales contre les Noirs résultent de diverses tensions sociales de l'après-guerre, liées à la démobilisation des anciens combattants, de la Première Guerre mondiale, tant noirs que blancs, et à la concurrence pour l'emploi et le logement entre les Afro-Américains et les euro-Américains. De plus, c'était une période de troubles sociaux où certains industriels utilisaient les Noirs comme briseurs de grève, ce qui augmentait le ressentiment. Les émeutes ont été largement documentées dans la presse qui, avec le gouvernement fédéral, craignait l'influence socialiste et communiste sur le mouvement afro-américain des droits civiques après la révolution bolchévique en Russie. Ils craignaient également les anarchistes étrangers, qui avaient lancé des bombes contre des maisons et des entreprises d'éminents chefs d'entreprise et celles de dirigeants gouvernementaux.
James Weldon Johnson, militant des droits civiques des Noirs et écrivain, invente le terme «Red Summer». Il était employé comme secrétaire, depuis 1916, par la National Association for the Advancement of Colored People (NAACP). En 1919, il organise des manifestations pacifiques contre la violence raciale de cet été-là,.

## Contexte
Avec la mobilisation des troupes lors de la Première Guerre mondiale et l'arrêt de l'immigration en provenance d'Europe, les villes industrielles du Nord-Est et du Midwest connaissent de graves pénuries de main-d'œuvre. Les fabricants du Nord recrutent dans tout le Sud et il s'ensuit un exode de travailleurs. En 1919, on estime qu'environ 500 000 Afro-Américains émigrent du Sud des États-Unis vers les villes industrielles du Nord-Est et du Midwest, lors de la première vague de la grande migration afro-américaine, qui se poursuivra jusqu'en 1940. Les travailleurs afro-américains occupent de nouveaux postes dans des industries en expansion, comme les chemins de fer, ainsi que de nombreux emplois autrefois occupés par des Blancs. Dans certaines villes, ils sont engagés comme briseurs de grève, notamment lors des grèves de 1917. Conséquemment, un ressentiment à l'égard des Noirs se manifeste chez de nombreux Blancs de la classe ouvrière, chez les immigrants ou chez les Américains de la première génération. Au cours de l'été 1917, de violentes émeutes raciales, contre les Noirs, dues aux tensions ouvrières, éclatent à East Saint Louis, dans l'Illinois et à Houston, au Texas. Après la guerre, la démobilisation rapide de l'armée, sans plan d'absorption des vétérans sur le marché du travail, et la suppression du contrôle des prix entraînent un chômage et une inflation qui accroissent la concurrence pour les emplois. Les emplois sont très difficiles à obtenir pour les Afro-Américains, dans le Sud, en raison du racisme et de la ségrégation qui y règnent encore.
Lors de la première peur rouge, de 1919-1920, à la suite de la révolution russe, le sentiment anti-bolchevique, aux États-Unis, suit rapidement le sentiment anti-allemand, apparu pendant les années de guerre. De nombreux hommes politiques et responsables gouvernementaux, ainsi qu'une grande partie de la presse et du public, craignent une tentative imminente de renverser le gouvernement américain, pour créer un nouveau régime, calqué sur celui des Soviétiques. Les autorités considèrent avec inquiétude la défense par les Afro-Américains de l'égalité raciale (en), des droits du travail (en) et du droit des victimes de la foule à se défendre. Lors d'une conversation privée, en mars 1919, le président Woodrow Wilson déclare que « le nègre américain de retour de l'étranger serait notre meilleur moyen de transmettre le bolchevisme en Amérique. ». D'autres blancs expriment des opinions très diverses, certains anticipant des temps instables et d'autres ne voyant aucun signe de tension.
Au début de 1919, George Edmund Haynes, un professeur employé comme directeur de l'économie noire du département du Travail écrit : « Le retour du soldat noir à la vie civile est l'une des questions les plus délicates et les plus difficiles auxquelles est confrontée la nation, au Nord comme au Sud. ». Un vétéran noir écrit une lettre au rédacteur en chef du Chicago Daily News, affirmant que les vétérans noirs, de retour au pays « sont maintenant des hommes nouveaux et des hommes du monde, s'il vous plaît ; et leurs possibilités de direction, d'orientation, d'utilisation honnête et de pouvoir sont illimitées, seuls eux doivent être instruits et dirigés. Ils se sont réveillés, mais ils n'ont pas encore la conception complète de ce à quoi ils se sont éveillés. ». W. E. B. Du Bois, fonctionnaire de l’association nationale pour la promotion des gens de couleur et rédacteur en chef de son magazine mensuel, y voit une chance : « Par le Dieu du Ciel, nous sommes des lâches et des imbéciles si, maintenant que la guerre est terminée, nous ne mobilisons pas chaque once de notre cerveau et de nos muscles pour mener une bataille plus sévère, plus longue et plus inflexible contre les forces de l'enfer sur notre propre terre. ».
En mai 1919, à la suite des premiers incidents raciaux graves, il publie son essai "Soldats de retour", :

« Nous revenons de l'esclavage de l'uniforme que la folie du monde nous a demandé de donner à la liberté du vêtement civil. Nous nous levons à nouveau pour regarder l'Amérique en face et appeler un chat un chat. Nous chantons : Notre pays, malgré tout ce que ses meilleures âmes ont fait et rêvé, est encore une terre honteuse...
Nous revenons.
Nous revenons des combats.
Nous revenons en nous battant. »

## Événements

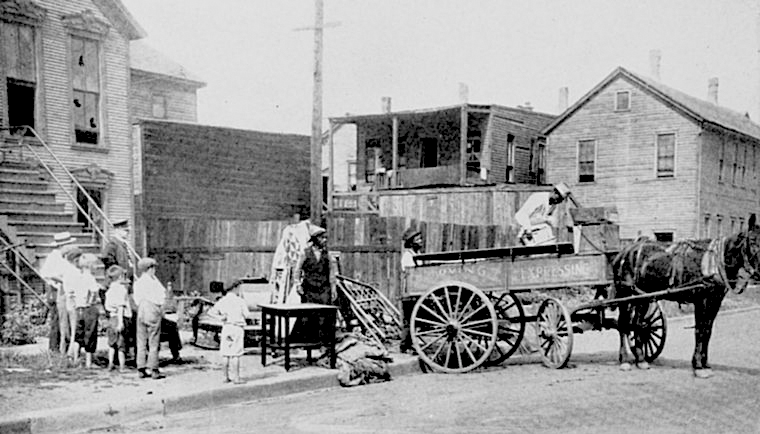
Une famille quitte sa maison endommagée, après l'émeute de 1919, à Chicago.

Après un été marqué par la violence, à l'automne 1919, Haynes fait un rapport sur les événements, en prélude à une enquête de la commission du Sénat américain, sur le pouvoir judiciaire.
Il identifie 38 émeutes raciales distinctes dans des villes très dispersées, au cours desquelles les Blancs ont attaqué des Noirs. Contrairement aux précédentes émeutes raciales contre les Noirs de l'histoire des États-Unis, les événements de 1919 sont parmi les premiers où les Noirs, en nombre, résistent aux attaques des Blancs et se défendent. Asa Philip Randolph, militant des droits civiques et dirigeant de la Fraternité des porteurs de wagons-lits, défend publiquement le droit des Noirs à l'autodéfense.
En outre, Haynes rapporte qu'entre le 1er janvier et le 14 septembre 1919, des bandes de Blancs ont lynché au moins quarante-trois Afro-Américains, seize ont été pendus et d'autres abattus, tandis que huit autres hommes ont été brûlés sur un bûcher. Les États n'étaient pas disposés à intervenir ou à poursuivre de tels meurtres collectifs.

## Émeutes

### Les premières émeutes: 13 avril - 14 juillet
- Le 13 avril, dans le comté rural de Jenkins, en Géorgie, une émeute fait 7 morts et détruit, par un incendie criminel, l'église baptiste de Carswell Grove (en), trois loges maçonniques noires à Millen, en Géorgie, et d'autres biens[14].
- Le 10 mai à Charleston, en Caroline du Sud, une émeute raciale a lieu contre les Noirs et la ville impose la loi martiale[1]. Les marins du chantier naval local ont conduit l'émeute raciale ; Isaac Doctor, William Brown et James Talbot, tous des hommes noirs, sont tués. Cinq hommes blancs et dix-huit hommes noirs sont blessés. Une enquête de la marine révèle que quatre marins américains et un civil - tous des hommes blancs - sont à l'origine de l'émeute[15],[16].
- Début juillet, une émeute (en) à Longview, au Texas, entraîne la mort d'au moins quatre hommes et détruit le quartier résidentiel afro-américain de la ville[1].
- Le 3 juillet, la police locale de Bisbee, en Arizona, attaque (en) le 10ème régiment de Cavalerie américain (en), une unité afro-américaine, fondée en 1866 et connue sous le nom de Buffalo Soldier[17].

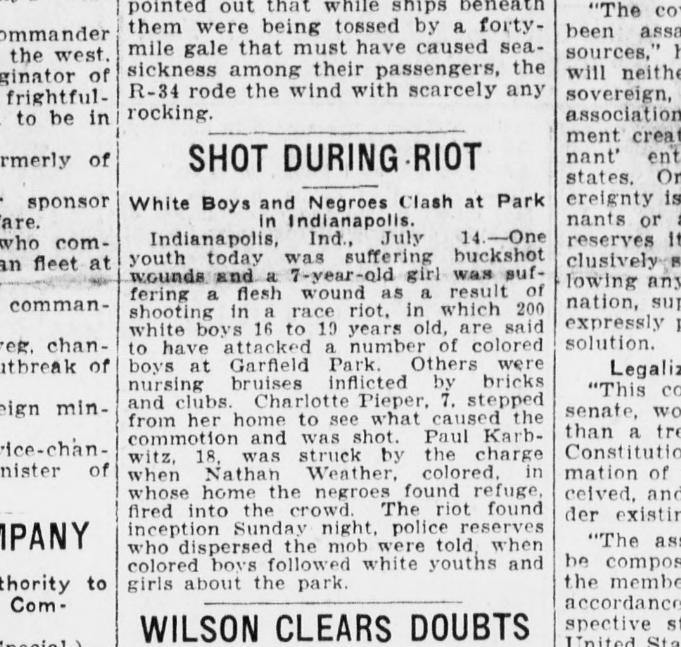
Couverture médiatique de l'émeute de Garfield Park, en 1919.

- Le 14 juillet 1919, une émeute raciale (en) éclate dans le parc Garfield (en) d'Indianapolis. Plusieurs personnes, dont une fillette de sept ans, sont blessées par des tirs d'arme à feu.

### Washington et Norfolk: 19-23 juillet
- À Washington, D.C., à partir du 19 juillet, des hommes blancs, dont un grand nombre de militaires, des trois armes, en uniforme, répondent à la rumeur de l'arrestation d'un homme noir pour le viol d'une femme blanche. Il en découle quatre jours de violences collectives contre des individus et des entreprises noirs. Ils se révoltent, battent au hasard des Noirs dans la rue, et en sortent d'autres des tramways pour les attaquer. Lorsque la police refuse d'intervenir, la population noire riposte. La ville ferme les saloons et les théâtres pour décourager les rassemblements. Pendant ce temps, les quatre journaux locaux appartenant à des Blancs, dont The Washington Post, attisent la violence avec des titres incendiaires et appelent, dans au moins un cas, à la mobilisation d'une opération de « nettoyage »[18]. Après quatre jours d'inaction policière, le président Woodrow Wilson mobilise la Garde nationale pour rétablir l'ordre[19]. Mais une violente pluie d'été a un effet plus modérateur. Lorsque la violence prend fin, 15 personnes au total ont trouvé la mort : 10 blancs, dont deux policiers et cinq noirs. Cinquante personnes sont gravement blessées et 100 autres moins gravement blessées. C'est l'une des rares fois, au cours des émeutes du XXe siècle, où les Blancs sont plus nombreux à mourir que les Noirs [20].

L’association nationale pour la promotion des gens de couleur adresse un télégramme de protestation au président Woodrow Wilson :

« ...la honte que la foule, y compris les soldats, les marins et les marines des États-Unis, a fait subir au pays en attaquant des nègres innocents et inoffensifs dans la capitale nationale. Des hommes en uniforme ont attaqué des nègres dans les rues et les ont tirés des tramways pour les battre. On rapporte que des foules ont dirigé des attaques contre tout nègre de passage... L'effet de ces émeutes dans la capitale nationale sur l'antagonisme racial sera d'accroître l'amertume et le danger de flambées ailleurs. L'Association nationale pour la promotion des personnes de couleur vous demande, en tant que président et commandant en chef des forces armées de la nation, de faire une déclaration condamnant la violence collective et de faire appliquer la loi militaire si la situation l'exige...,. »

- À Norfolk, en Virginie, une foule blanche attaque une fête de retour (en) des vétérans afro-américains de la Première Guerre mondiale. Au moins six personnes sont abattues et la police locale fait appel aux Marines et au personnel de la Marine pour rétablir l'ordre[1].

### Les émeutes de Chicago: 27 juillet - 12 août

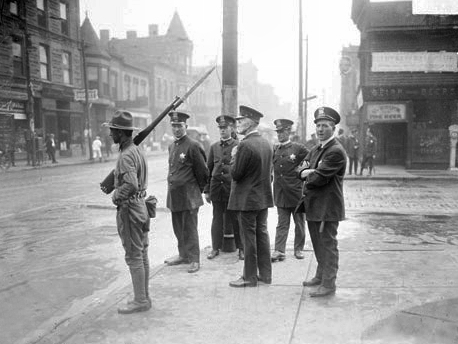
Cinq officiers de police et un soldat de la garde nationale avec un fusil et une baïonnette à l'angle du secteur de Douglas.

À partir du 27 juillet, les plus grandes violences de l'été ont eu lieu lors des émeutes de Chicago. Les plages de la ville, le long du lac Michigan, sont séparées par la coutume. Eugene Williams, un jeune noir, nage dans une zone du South Side, habituellement utilisée par les blancs, où il est lapidé et se noie. Lorsque la police de Chicago refuse de prendre des mesures contre les agresseurs, les jeunes hommes noirs réagissent violemment. La violence entre les foules et les bandes dure treize jours. Les foules blanches sont dirigées par des Irlandais de souche. Parmi les 38 victimes, on compte 23 Noirs et 15 Blancs. Le nombre de blessés s'élève à 537, et 1 000 familles noires se retrouvent sans abri. Selon d'autres témoignages, 50 personnes ont été tuées, des chiffres non officiels et des rumeurs en signalent d'autres. Des foules blanches détruisent des centaines de maisons et de commerces, pour la plupart noirs, dans le quartier sud de Chicago ; l'Illinois fait appel à une milice de sept régiments, soit plusieurs milliers d'hommes, pour rétablir l'ordre.

### Mi-août à fin août
- Fin juillet, la fédération du Nord-Est pour les clubs des femmes de couleur (en), lors d'une convention annuelle, dénonce les émeutes et les incendies de maisons des Noirs et demande au président Wilson « d'utiliser tous les moyens en votre pouvoir pour arrêter les émeutes à Chicago et la propagande utilisée pour y inciter[22] ». Fin août, la NAACP proteste de nouveau auprès de la Maison Blanche, en rappelant l'attaque dont a été victime, la semaine précédente, le secrétaire de l'organisation à Austin, au Texas. Leur télégramme dit : « L’association nationale pour la promotion des gens de couleur demande respectueusement combien de temps le gouvernement fédéral sous votre administration a l'intention de tolérer l'anarchie aux États-Unis[22] ? ».
- Les 30 et 31 août, l'émeute de Knoxville (en), dans le Tennessee, éclate lorsqu'une foule blanche se rassemble après l'arrestation d'un suspect noir, soupçonné d'avoir assassiné une femme blanche. Une foule de lynchage prend d'assaut la prison du comté, à la recherche du prisonnier. Ils libérent 16 prisonniers blancs, dont des meurtriers présumés[1]. Ils attaquent le quartier des commerces afro-américain, où ils se battent contre les commerçants noirs du quartier, faisant au moins sept morts et plus de 20 blessés[23],[24],[25].

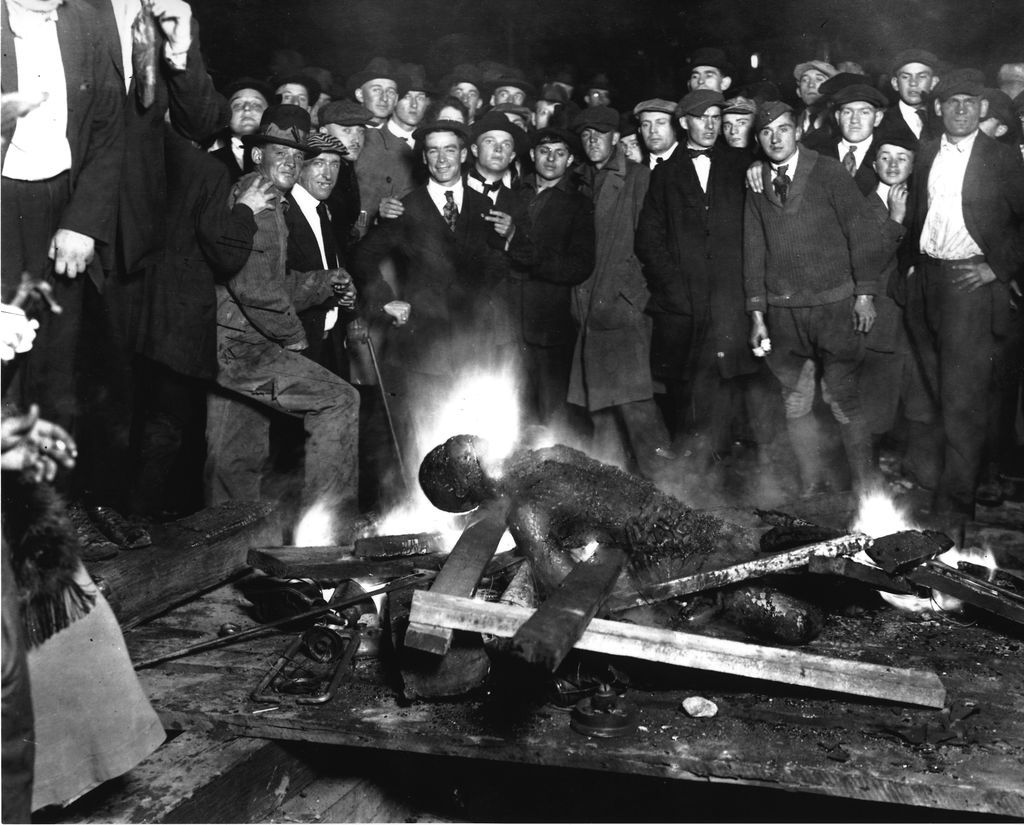
Le cadavre carbonisé de Will Brown après avoir été tué, mutilé et brûlé (28 septembre 1919).

### Omaha: 28-29 septembre
- Fin septembre, l'émeute raciale d'Omaha (en), dans le Nebraska, éclate lorsqu'une foule de plus de 10 000 Blancs du sud d'Omaha attaque et brûle le palais de justice du comté pour obliger la police à libérer un prisonnier noir accusé d'avoir violé une femme blanche. Ils détruisent des biens d'une valeur de plus d'un million de dollars. La foule lynche le suspect, Will Brown, en le pendant et en brûlant son corps. Ils se répartissent et attaquent les quartiers noirs et les magasins du côté nord. Après que le maire et le gouverneur aient lancé un appel à l'aide, le gouvernement fédéral envoie des troupes de l'armée américaine depuis les forts voisins. Elles sont commandées par le major général Leonard Wood, un ami de Theodore Roosevelt, et l'un des principaux candidats à la nomination républicaine à la présidence en 1920[26].

### Massacre d'Elaine et Wilmington: 30 septembre-novembre

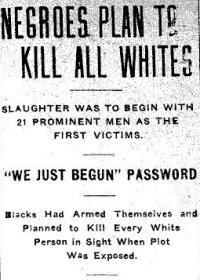
Titre incendiaire dans l'Arkansas Gazette (en Les Noirs veulent tuer tous les Blancs).
(3 octobre 1919)

- Le 30 septembre, une émeute raciale éclate contre les Noirs, dans la région rurale d'Elaine, du comté de Phillips en Arkansas. Caractéristique, parce qu'elle se produit dans le Sud rural plutôt que dans une ville, elle naît de la résistance de la minorité blanche à l'organisation du travail par les métayers noirs mais aussi de la peur du socialisme. Les planteurs s'opposent à ces efforts d'organisation et tentent donc de perturber leurs réunions au sein de la section locale de la Progressive Farmers and Household Union of America (en). Lors d'un affrontement, un homme blanc est tué par balle et un autre est blessé. Les planteurs forment une milice pour arrêter les fermiers afro-américains, des centaines de blancs viennent de la région. Ils agissent en bandes, attaquant les Noirs, , au hasard, pendant deux jours. Au cours de l'émeute, la foule tue entre 100 et 237 Noirs, selon les estimations, tandis que 5 Blancs meurent également  durant les violences. Le gouverneur de l'Arkansas, Charles Hillman Brough, nomme un Comité des Sept, composé d'éminents hommes d'affaires blancs locaux, pour enquêter. Le Comité doit conclure que le Sharecroppers' Union (Union des métayers) est une entreprise socialiste et « établie dans le but de regrouper les nègres pour tuer les blancs »[27]. Le rapport fait l'objet de titres tels que dans The Dallas Morning News : « Les nègres capturés dans les émeutes de l'Arkansas avouent un complot généralisé ; Massacre planifié des blancs aujourd'hui ». Plusieurs agents du bureau d'enquête du ministère de la justice passent une semaine à interroger les participants, sans toutefois parler aux métayers. Le Bureau examine également des documents, déposant un total de neuf rapports indiquant qu'il n'y a aucune preuve d'une conspiration des métayers pour assassiner quiconque. Le gouvernement local juge 79 personnes noires, qui ont toutes été reconnues coupables, par des jurys composés uniquement de blancs, et 12 sont condamnées à mort pour meurtre. Comme l'Arkansas et d'autres États du sud avaient privé la plupart des Noirs de leurs droits, au début du XXe siècle, ils ne peuvent ni voter, ni se présenter à des élections, ni faire partie de jurys. Les autres accusés acceptent des peines de prison allant jusqu'à 21 ans. Les appels des condamnations de six des défendeurs sont interjetés devant la Cour suprême des États-Unis, qui annulé les verdicts, en raison de l'absence de procédure régulière de la part du tribunal. C'est un précédent pour le renforcement de la surveillance fédérale des droits des accusés dans la conduite des affaires pénales des États[28].

- 13 novembre : l'émeute raciale de Wilmington (en) sont de violents affrontements entre les résidents blancs et noirs de Wilmington, dans le Delaware. Une famille afro-américaine est soupçonnée du cambriolage d'un magasin d'armes. Les armes, mises en gage dans toute la ville, sont impliquées dans la mort d'un policier et trois frères sont arrêtés. À l'annonce de la fusillade, une foule blanche, en colère, se forme et tente de lyncher les trois frères. La police de Wilmington cache les frères au poste de police central de Philadelphie. Lorsque la foule découvre que les frères sont hors de leur portée, elle tourne sa colère contre la communauté noire. Une foule de 300 blancs sévit dans la partie noire de la ville. La police met fin aux émeutes et prend un certain nombre de mesures, notamment l'arrêt de la vente d'armes à feu[29].

## Chronologie
Cette liste est principalement, mais pas exclusivement, basée sur le rapport de George Edmund Haynes, tel que résumé dans le New York Times (1919) :
| Date                | Lieu                               |
| ------------------- | ---------------------------------- |
| 22 janvier          | Comté de Bedford (Tennessee)       |
| 8 février           | Blakely (Géorgie)                  |
| 12 mars             | Pace (Floride)                     |
| 14 mars             | Memphis (Tennessee)                |
| 10 avril            | Comté de Morgan (Tennessee),       |
| 13 avril            | Comté de Jenkins (Géorgie)         |
| 14 avril            | Sylvester (Géorgie) (en)           |
| 15 avril            | Mullen (Géorgie),                  |
| 5 mai               | Pickens (Mississippi),             |
| 10 mai              | Charleston (Caroline du Sud),      |
| 10 mai              | Sylvester (Géorgie)                |
| 21 mai              | El Dorado (Arkansas)               |
| 26 mai              | Milan (Géorgie) (en)               |
| 29 mai              | New London (Connecticut) (en),     |
| 27-29 mai           | Comté de Putnam (Géorgie) (en),    |
| 31 mai              | Monticello (Mississippi)           |
| 13 juin             | Memphis (Tennessee)                |
| 13 juin             | New London (Connecticut) (en)      |
| 27 juin             | Annapolis (Maryland) (en),         |
| 27 juin             | Macon (Mississippi) (en),          |
| 3 juillet           | Bisbee (Arizona) (en)              |
| 5 juillet           | Scranton (Pennsylvanie)            |
| 6 juillet           | Dublin (Géorgie),                  |
| 7 juillet           | Philadelphie (Pennsylvanie) (en)   |
| 8 juillet           | Coatesville (Pennsylvanie),        |
| 9 juillet           | Tuscaloosa (Alabama)               |
| 10-12 juillet       | Longview (Texas) (en),             |
| 11 juillet          | Baltimore (Maryland) (en)          |
| 15 juillet          | Louise (Mississippi)               |
| 15 juillet          | Port Arthur (Texas) (en),          |
| 19-24 juillet       | Washington (district de Columbia), |
| 20 juillet          | New York (en)                      |
| 21 juillet          | Norfolk (Virginie) (en)            |
| 23 juillet          | La Nouvelle-Orléans (Louisiane)    |
| 23 juillet          | Darby (Pennsylvanie) (en)          |
| 26 juillet          | Hobson City (Alabama) (en)         |
| 27 juillet - 3 août | Chicago (Illinois)                 |
| 28 juillet          | Newberry (Caroline du Sud) (en)    |
| 31 juillet          | Bloomington (Illinois)             |
| 31 juillet          | Syracuse (New York) (en)           |
| 31 juillet          | Philadelphie (Pennsylvanie) (en),  |
| 1er août            | Whatley (Alabama) (en)             |
| 3 août              | Lincoln (Arkansas)                 |
| 4 août              | Hattiesburg (Mississippi)          |
| 6 août              | Texarkana (Texas),                 |
| 21 août             | New York (en)                      |
| 22 août             | Austin (Texas) (en)                |
| 27-29 août          | Ocmulgee (Géorgie) (en)            |
| 30 août             | Knoxville (Tennessee) (en)         |
| 31 août             | Bogalusa (Louisiane)               |
| 10 septembre        | Clarksdale (Mississippi)           |
| 28-29 septembre     | Omaha (Nebraska) (en)              |
| 29 septembre        | Montgomery (Alabama) (en)          |
| 1-2 octobre         | Elaine (Arkansas)                  |
| 1-2 octobre         | Baltimore (Maryland) (en)          |
| 31 octobre          | Corbin (Kentucky) (en)             |
| 2 novembre          | Macon (Géorgie) (en)               |
| 11 novembre         | Magnolia (Arkansas) (en)           |
| 13 novembre         | Wilmington (Delaware) (en)         |
| 27 décembre         | Virginie-Occidentale               |

## Réactions
En septembre 1919, en réponse à l'Été rouge, la Fraternité de sang africains (en) se forme dans les villes du nord pour servir de mouvement de « résistance armée ». Les protestations et les appels au gouvernement fédéral se poursuivent pendant des semaines.
Une lettre de la Ligue nationale pour l'égalité des droits (en), datée du 25 novembre, fait appel au revendications internationales de Wilson pour les droits de l'homme : « Nous vous demandons de faire en sorte que votre pays entreprenne pour sa minorité raciale ce que vous avez forcé la Pologne et l'Autriche à entreprendre pour leurs minorités raciales. ».

### Rapport Haynes
Le rapport d'octobre 1919 de George Edmund Haynes est un appel à l'action nationale. Il est publié dans The New York Times et d'autres grands journaux.
Haynes fait remarquer que les lynchages sont un problème national. Comme l'a noté le président Wilson dans un discours de 1918, de 1889 à 1918, plus de 3 000 personnes ont été lynchées : 2 472 étaient des hommes noirs et 50 des femmes noires. Haynes déclare que les États se montrent « incapables ou peu désireux » de mettre un terme aux lynchages, et qu'ils poursuivent rarement les meurtriers. Le fait que des hommes blancs aient également été lynchés dans le Nord, soutient-il, démontre le caractère national du problème global : « Il est vain de supposer que le meurtre peut être limité à une partie du pays ou à une race ». Il établit un lien entre les lynchages et les émeutes raciales généralisées contre les Noirs, en 1919 :

« La persistance des lynchages impunis de nègres favorise l'anarchie chez les hommes blancs imprégnés de l'esprit de la foule et crée un esprit d'amertume chez les nègres. Dans un tel état d'esprit public, un incident banal peut précipiter une émeute.
Le mépris de la loi et de la procédure juridique entraînera inévitablement des affrontements de plus en plus fréquents et des affrontements sanglants entre hommes blancs et noirs et une condition de guerre raciale potentielle dans de nombreuses villes des États-Unis.
La violence collective incontrôlée engendre la haine et l'intolérance, rendant impossible une discussion libre et impartiale non seulement des problèmes raciaux, mais aussi des questions sur lesquelles les races et les sections diffèrent. »

### Comité Lusk

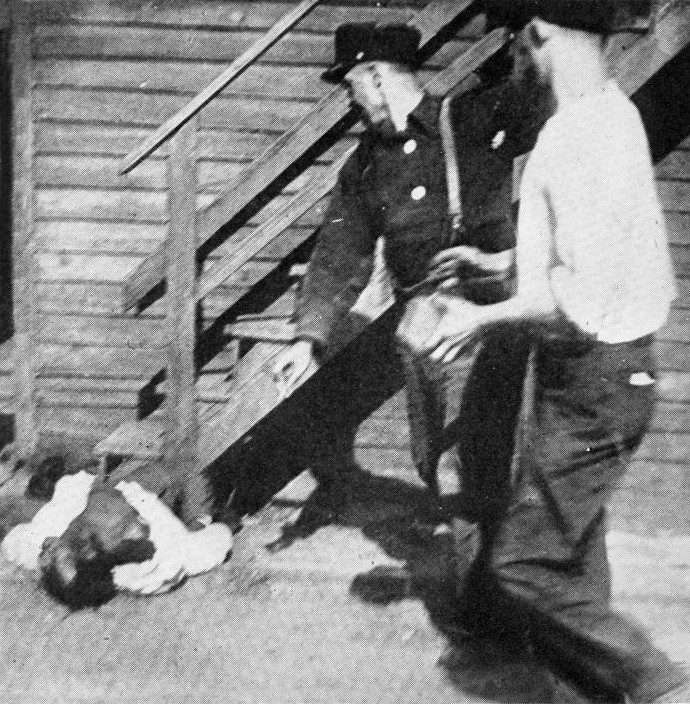
Un Afro-Américain est lapidé par des Blancs lors d'une émeute raciale à Chicago, en 1919.

Le Joint Legislative Committee to Investigate Seditious Activities (en) (en français : Comité législatif mixte chargé d'enquêter sur les activités séditieuses), plus connu sous le nom de Lusk Committee, est créé en 1919 par la législature d'État de New York, pour enquêter sur les individus et les organisations de l'État de New York soupçonnés de sédition. Le comité est présidé par Clayton R. Lusk (en), sénateur d'État du comté de Cortland, qui a une expérience des affaires et des valeurs politiques conservatrices, qualifiant les radicaux d'« ennemis étrangers ».
Seuls 10 % des quatre volumes constituent un rapport, tandis que le reste réimprime des documents saisis lors de raids ou fournis par des témoins, dont une grande partie détaille les activités européennes ou examine les efforts déployés pour contrer le radicalisme dans chaque État, y compris les programmes de citoyenneté et autres activités éducatives patriotiques (en). D'autres raids visent l'aîle gauche du Parti socialiste et les Industrial Workers of the World (IWW).

### Couverture médiatique
Au milieu de l'été et de la violence raciale contre les noirs à Chicago, un fonctionnaire fédéral déclare, au New York Times, que cette violence résulte d’« une agitation, qui implique l'IWW, le bolchevisme et les pires caractéristiques d'autres mouvements radicaux extrêmes »,. Il soutient cette affirmation avec des exemplaires de publications de noirs qui appelent à des alliances avec des groupes de gauche, louent le régime soviétique et opposent le courage du socialiste emprisonné Eugene Victor Debs à la « rhétorique d'écolier » des leaders noirs traditionnels.
The Times qualifie les publications de « vicieuses et apparemment bien financées », mentionné « certaines factions des éléments radicaux socialistes » et rapporte tout cela sous le titre : « Les rouges essaient d'inciter les nègres à la révolte »,. Fin 1919, le Daily Ardmoreite (en) de l'Oklahoma publie un article avec le titre « Des preuves de l'existence d'une société noire ayant provoqué des émeutes ont été trouvées »,.
En réponse, certains dirigeants noirs, comme l'évêque Charles Henry Phillips (en) de l'Église épiscopale méthodiste chrétienne (en), demandent aux Noirs de fuir la violence au profit de la « patience » et de la « persuasion morale ».
Phillips, à Nashville dans le Tennessee, s'oppose à la propagande en faveur de la violence et il relève les motifs d'injustice à l'égard du peuple noir :

« Je ne peux pas croire que le nègre ait été influencé par des agents bolcheviques dans le rôle qu'il a pris dans les émeutes. Ce n'est pas son genre d'être un traître ou un révolutionnaire qui détruirait le gouvernement. Mais le règne de la loi de la foule à laquelle il a si longtemps vécu dans la terreur et les injustices auxquelles il a dû se soumettre l'ont rendu sensible et impatient. »

Le lien entre les Noirs et le bolchevisme est largement répété. En août 1919, The Wall Street Journal écrit : « Les émeutes raciales semblent avoir pour genèse un bolchevique, un nègre et un fusil ». La National Security League (en) (en français : Ligue de sécurité nationale) répéte cette lecture des événements. En présentant le rapport Haynes, début octobre, The New York Times fournit un contexte que le rapport n'a pas mentionné. Haynes documente la violence et l'inaction au niveau de l'État.

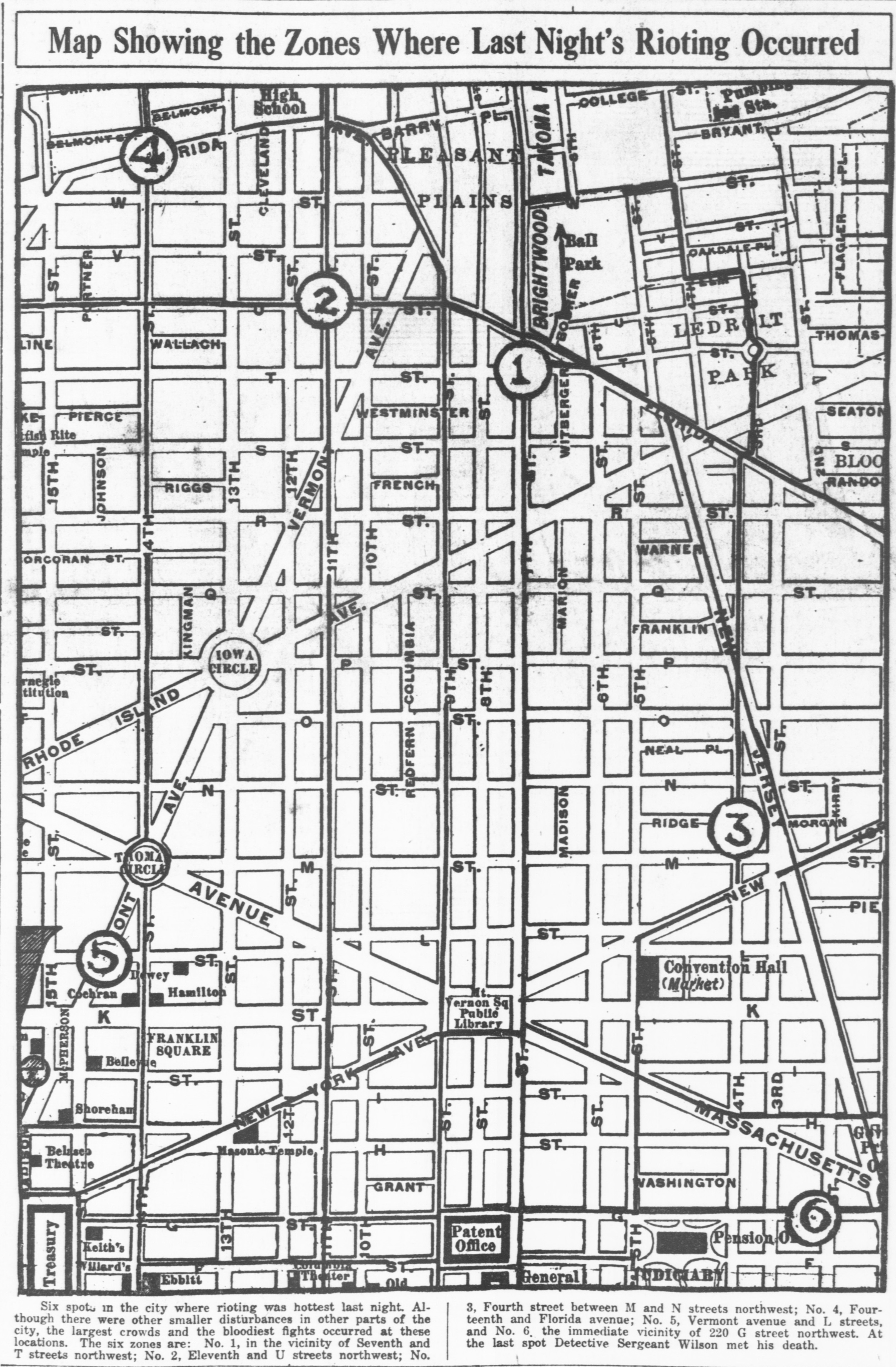
Carte des zones d'émeutes raciales à Washington.

Le Times voit « une effusion de sang d'une ampleur équivalant à une insurrection locale » comme preuve d'un « nouveau problème de nègres » en raison « d'influences qui s'efforcent maintenant de créer une part d'amertume et de haine entre les deux races ».
Jusqu'à récemment, selon le Times, les dirigeants noirs montraient « un sentiment de gratitude » pour ce que les blancs avaient subi, en leur nom, en combattant une guerre civile qui « donnait aux noirs des opportunités bien avant celles qu'ils avaient dans toute autre partie du monde des blancs ». À présent, les militants supplantent Booker T. Washington, qui a « constamment plaidé pour des méthodes de conciliation ». Le Times poursuit :

« Chaque semaine, les dirigeants militants progressent davantage. Ils peuvent être divisés en classes générales. L'une d'elles est composée de radicaux et de révolutionnaires. Ils propagent la propagande bolchevique. On rapporte qu'ils gagnent de nombreuses recrues parmi la race colorée. Si l'on prend en considération l'ignorance qui existe chez les nègres dans de nombreuses régions du pays, le danger de les attiser par la doctrine révolutionnaire peut [être] compris.... L'autre classe de dirigeants militants limite son agitation à une lutte contre toutes les formes de discrimination de couleur. Ils sont pour un programme de protestation sans compromis, pour se battre et continuer à se battre pour les droits de citoyenneté et les privilèges démocratiques complets,. »

Comme preuve du militantisme et du bolchevisme, le Times évoque W. E. B. Du Bois et cite son éditorial dans le magazine The Crisis, qu'il dirige :

« Aujourd'hui, nous brandissons la terrible arme de l'autodéfense... Quand les lyncheurs armés se rassemblent, nous devons nous aussi nous rassembler armés. Lorsque le Times a approuvé l'appel de Haynes à une conférence bi-raciale pour établir un plan pour garantir une plus grande protection, justice et opportunité aux nègres qui obtiendra le soutien des citoyens respectueux de la loi des deux races, il a approuvé la discussion avec ces dirigeants nègres qui sont opposés aux méthodes militantes. »

À la mi-octobre, des sources gouvernementales fournissent au Times des preuves de la propagande bolchevique qui fait appel aux communautés noires d'Amérique. Ce récit situe la propagande rouge dans la communauté noire, dans un contexte plus large, puisqu'elle est « parallèle à l'agitation qui se déroule dans les centres industriels du Nord et de l'Ouest, où il y a beaucoup de travailleurs étrangers, ».
The Times décrit les journaux, les magazines et les « organisations dites d'amélioration de la condition des Noirs » comme un moyen dont la propagande sur les « doctrines de Lénine et de Trotzky » est distribuée aux Noirs. Il cite des extraits de ces publications, qui contrastent avec les récentes violences à Chicago et à Washington, D.C. :

« ...la Russie soviétique, un pays dans lequel des dizaines de types raciaux et linguistiques ont réglé leurs nombreuses différences et trouvé un terrain d'entente commun, un pays qui n'opprime plus les colonies, un pays dont la corde pour lyncher est bannie et dans lequel la tolérance raciale et la paix existent désormais. »

Le magazine note un appel à la syndicalisation : « Les nègres doivent former des syndicats de travailleurs du coton. Les capitalistes blancs du Sud savent que les nègres peuvent mettre à genoux le bourbon blanc du Sud. Alors, allez-y. » La couverture des causes profondes de l'émeute contre les Noirs à Elaine en Arkansas, évolue au fur et à mesure que la violence s'étire sur plusieurs jours. Une dépêche de Helena en Arkansas, au New York Times, datée du 1er octobre, indique : « Les membres de la troupe [blanche] qui sont revenus ont rapporté de nombreuses histoires et rumeurs, dans lesquelles on croyait que les émeutes étaient dues à la propagande diffusée par les Blancs auprès des Noirs,. »
Le rapport du jour suivant ajoute des détails : « Des preuves supplémentaires ont été obtenues concernant les activités de propagande des nègres, et on pense qu'il existait un complot pour un soulèvement général contre les blancs ». Un homme blanc est arrêté et est « présumé avoir prêché l'égalité sociale parmi les noirs ». Une partie de la manchette indique « Des troubles liés aux agitateurs socialistes ». Quelques jours plus tard, une dépêche de la Western Newspaper Union légende une photo en utilisant les mots « Les insurgés noirs captifs, ».

### Activité gouvernementale

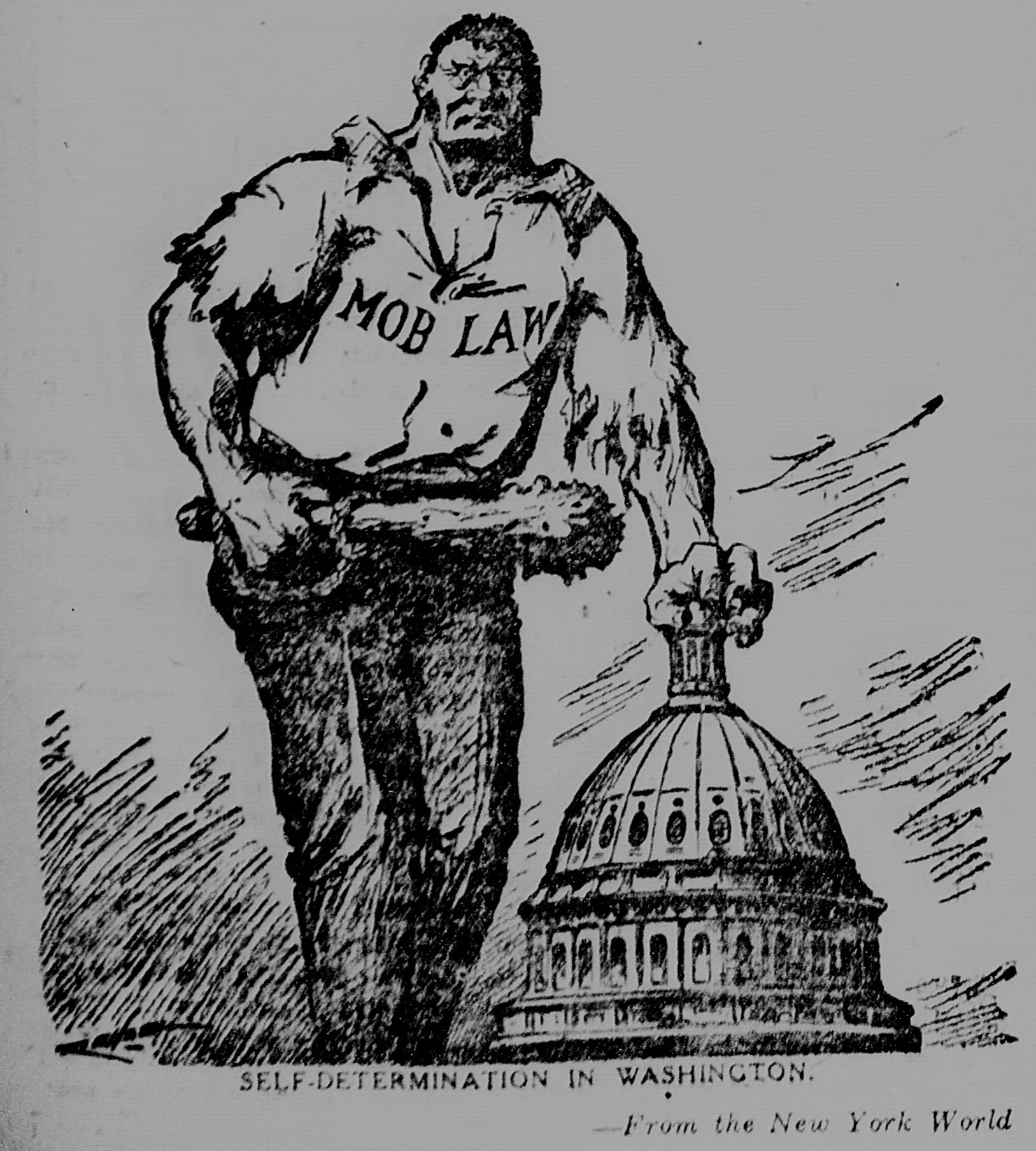
La loi de la foule à Washington D.C. (New-York Tribune 27 juillet 1919).

Lors des violences raciales contre les Noirs à Chicago, la presse apprend, de fonctionnaires du ministère de la justice, que l'IWW et les bolcheviques « faisaient de la propagande pour susciter la haine raciale ».
Des agents du FBI signalent que les opinions de gauche gagnent des convertis dans la communauté noire. L'un d'entre eux cite le travail de la NAACP qui « exhorte les personnes de couleur à insister sur l'égalité avec les blancs et à recourir à la force, si nécessaire ». J. Edgar Hoover, au début de sa carrière au gouvernement, analyse les émeutes pour le procureur général. Il attribue les émeutes de juillet, à Washington D.C. aux « nombreuses agressions commises par des Noirs sur des femmes blanches ». Pour les événements d'octobre, en Arkansas, il note « certaines agitations locales dans une loge de Noirs ». Une cause plus générale qu'il cite est la « propagande de nature radicale ». Il accuse les socialistes d'alimenter en propagande des magazines appartenant à des Noirs, comme The Messenger (en), qui à leur tour excitent leurs lecteurs noirs. Il ne signale pas les auteurs de violence blancs, dont les autorités locales ont pourtant documenté les activités. En tant que chef de la Division des radicaux, au sein du ministère américain de la Justice, Hoover entame une enquête sur les « activités des Noirs » et cible Marcus Garvey parce qu'il pense que son journal Negro World prêche le bolchevisme. Il autorise l'embauche d'agents noirs, sous couverture, pour espionner les organisations et les publications noires à Harlem.
Le 17 novembre, le procureur général Alexander Mitchell Palmer fait un rapport, au Congrès, sur la menace que les anarchistes et les bolcheviques représentent pour le gouvernement. Plus de la moitié du rapport documente le radicalisme dans la communauté noire et le « défi ouvert » que les dirigeants noirs préconisent en réponse à la violence raciale et aux émeutes de l'été. Il reproche aux dirigeants de la communauté noire une « réaction mal dirigée face aux émeutes raciales... Dans toutes les discussions sur les récentes émeutes raciales contre les Noirs, on retrouve la marque de fierté que le Noir s'est trouvée. qu'il a "riposté", qu'il ne se soumettra plus jamais à la violence et à l'intimidation ». Il décrit « le dangereux esprit de défi et de vengeance à l'œuvre chez les dirigeants noirs ».

### Arts
Le sonnet de Claude McKay, If We Must Die (en) est inspiré par les événements de l'Été rouge.